# Porcellio lugubrisvizzavonensis
Porcellio lugubrisvizzavonensis là một loài chân đều trong họ Porcellionidae. Loài này được Verhoeff miêu tả khoa học năm 1928.